# Cor van der Hart
Cor van der Hart (25. ledna 1928 - 12. prosince 2006) byl nizozemský fotbalista. Byl známý jako jeden z nejlepších obránců v historii nizozemské reprezentace. Byl fyzicky silný, velmi dobře četl hru a měl kvalitní kopací techniku.
Po skončení kariéry se stal trenérem.